# Pit Leyder
Pit Leyder (Bettendorf, 11 januari 1997) is een Luxemburgs  voormalig veldrijder en wegwielrenner die in 2019 zijn carrière afsloot bij Leopard Pro Cycling. Zijn jongere broer Misch reed in 2019 voor dezelfde ploeg.

## Carrière
Als junior werd Leyder in 2015 derde in zowel het nationale kampioenschap tijdrijden als in de wegwedstrijd. Later dat jaar won hij het bergklassement van de Keizer der Juniores en werd hij tiende op het wereldkampioenschap op de weg.
In januari 2017 werd Leyder, achter Luc Turchi en Felix Keiser, derde op het nationale kampioenschap veldrijden voor beloften. Later dat jaar won hij de wegwedstrijd tijdens de Spelen van de Kleine Staten van Europa, waar hij Federico Olei met een halve fietslengte voorsprong versloeg. Zijn jongere broer eindigde twaalf seconden later op plek 22.
In september 2019, tijdens een stageperiode bij het Franse Cofidis, Solutions Crédits, kondigde Leyder het einde van zijn carrière aan.

## Veldrijden

### Palmares
| Seizoen   | Wereldbeker | WK       | EK       | LK       | Overige  | Totaal aantal zeges |
| Junioren  | Junioren    | Junioren | Junioren | Junioren | Junioren | Junioren            |
| --------- | ----------- | -------- | -------- | -------- | -------- | ------------------- |
| 2013-2014 |             |          |          | 9e       |          | 0                   |
| 2014-2015 |             |          |          | 5e       |          | 0                   |
| Beloften  |             |          |          |          |          |                     |
| 2016-2017 |             |          |          | Brons    |          | 0                   |

## Wegwielrennen

### Overwinningen
2017
 Wegrit op de Spelen van de Kleine Staten van Europa
2018
Jongerenklassement Ronde van Luxemburg
 Luxemburgs kampioen op de weg, Beloften

## Ploegen
- 2016 –  Leopard Pro Cycling (vanaf 25 mei)
- 2017 –  Leopard Pro Cycling
- 2018 –  Leopard Pro Cycling
- 2019 –  Leopard Pro Cycling
- 2019 –  Cofidis, Solutions Crédits (stagiair vanaf 1 augustus)

Brockhoff · Dieteren · Foti · Krieger · Leyder · Mandrysch · Morabito · Nõmmela · Olesen · Schlechter · Silvestre · Vanden Bak · Wirtgen · Zangerlé
Brockhoff · Geßner · Krieger · Leyder · Maciejuk · Pons · Quarterman · Rekita · Reynders · Schlechter · Spengler · Wirtgen
Atapuma · Berhane · N. Bouhanni · R. Bouhanni · Chetout · Claeys · Edet · Fortin · Hansen · Jesús Herrada · José Herrada · Hofstetter · Lafay · Laporte · Le Turnier · Lemoine · Maté · Mathis · Morin · Perez · Périchon · Rossetto · Simon · Soupe · Touzé · Van Lerberghe · Vanbilsen · Waeytens · Finé (stagiair) · Leyder (stagiair) · Viviani (stagiair)